# Agobardus
Agobardus Keyserling, 1885 è un genere di ragni appartenente alla famiglia Salticidae.

## Distribuzione
Le 11 specie oggi note di questo genere sono diffuse nelle Indie Occidentali: in particolare 6 sono endemiche di Cuba, 3 di Hispaniola e 1 di Porto Rico.

## Tassonomia
Vari studi dell'aracnologa Bryant del 1940 e del 1943 hanno ravveduto varie affinità con i generi Commoris ed Emathis, attualmente classificati in altre sottofamiglie.
A dicembre 2010, si compone di 11 specie e una sottospecie:
- Agobardus anormalis Keyserling, 1885[2] — Indie Occidentali
  - Agobardus anormalis montanus Bryant, 1943 — Hispaniola
- Agobardus blandus Bryant, 1947 — Porto Rico
- Agobardus brevitarsus Bryant, 1943 — Hispaniola
- Agobardus cubensis (Franganillo, 1935) — Cuba
- Agobardus fimbriatus Bryant, 1940 — Cuba
- Agobardus keyserlingi Bryant, 1940 — Cuba
- Agobardus mandibulatus Bryant, 1940 — Cuba
- Agobardus mundus Bryant, 1940 — Cuba
- Agobardus obscurus Bryant, 1943 — Hispaniola
- Agobardus perpilosus Bryant, 1943 — Hispaniola
- Agobardus prominens Bryant, 1940 — Cuba